# Federația de Fotbal a Djiboutiului
Federația de Fotbal a Djiboutiului (franceză Fédération Djiboutienne de Football) (FDJ) este forul ce guvernează fotbalul în Djibouti. Se ocupă de organizarea echipei naționale și a campionatului.